# Caenophthalmus similis
Caenophthalmus similis är en tvåvingeart som beskrevs av Lyneborg 1976. Caenophthalmus similis ingår i släktet Caenophthalmus och familjen stilettflugor. Inga underarter finns listade.